# 我奪走了男主的初夜
＃重定向 我奪走了公爵的初夜